# 李俊 (足球裁判)
李俊（1970年—），中国足球裁判，南京大学体育部讲师，毕业于南京体育学院。2008年成为中超联赛主裁判，隶属南京足协。李俊曾获2012年中国足球超级联赛铜哨奖、2013年中国足球超级联赛金哨奖。

## 经历
李俊读大学一年级时，就被南京体育学院的老足球裁判吴恒祥相中。李俊大二时开始参加一级裁判员考试，大三时成功拿到一级裁判员证书。大四时已经在南京业余足球裁判界小有名气。1994年，24岁李俊刚从南京体院毕业一年，就走上了甲B赛场，担任助理裁判。2002年，李俊成为主裁判，执法甲B联赛。由于在浙江绿城主场与武汉东湖高科的比赛中漏判主队点球，并在比赛结尾将主队球员罚下，李俊遭到批评，甚至被媒体喊做黑哨。这件事情影响了他的晋升。直至2008年，李俊才成为顶级联赛中超的主裁判。2012年中国足球超级联赛之后，李俊获颁铜哨奖。2013年中国足球超级联赛结束后，李俊因“经过锻炼水平明显提升”获颁金哨奖。